# Eneabba
Eneabba – miasto w Australii, w stanie Australia Zachodnia.